# ديفيد بيريز غارسيا
ديفيد بيريز غارسيا (بالإسبانية: David Pérez García)‏ هو سياسي إسباني، ولد في 8 أغسطس 1972 في مدريد في إسبانيا. حزبياً، نشط في حزب الشعب. وقد انتخب عمدة ألكوركون ‏ وانتخب عضو جمعية مدريد ‏.